# Times Like These
«Times Like These» (с англ. — «Такие времена», «Времена подобные этому») — песня американской рок-группы Foo Fighters (2003), которую в 2020 году перезаписал британский благотворительный проект Live Lounge Allstars. В 2003 году группа Foo Fighters впервые выпустила эту песню в качестве 2-го сингла с четвёртого студийного альбома One by One (2002).
Сингл в исполнении сборной супергруппы из более 20 музыкантов проекта Live Lounge Allstars подготовлен BBC Radio 1 и записан в целях преодоления последствий пандемии коронавируса. В мае 2020 года эта версия достигла первого места в британском хит-параде UK Singles Chart. Все вырученные синглом средства предназначены для поддержки благотворительных организаций Children in Need, Comic Relief и фонда COVID-19 Solidarity Response Fund.

## История
Песня была написана в 2002 году участниками американской рок-группы Foo Fighters (Дэйв Грол, Тейлор Хокинс, Нейт Мендел, Крис Шифлетт).
В 2004 году президент Джордж Буш — младший использовал в своей перевыборной кампании эту песню без ведома авторов. И когда фронтмэн группы барабанщик Дэйв Грол узнал об этом, то был в ярости. «Мне наплевать, если ему нравится наша группа, но я принимаю это на свой счет, когда политик, который не отражает мои личные убеждения, использует музыку, в которую я вложил свое сердце и душу, для своей личной выгоды», — сказал Грол. Вместо того чтобы написать письмо о запрете на использование песни, Грол «принял иные меры», выступив на митинге конкурента Буша демократа Джона Керри в Айове, где он сыграл свои треки «My Hero», «Times Like These» и «Learn To Fly».
В такие времена заново учишься жить,

В такие времена ты отдаешь и отдаешь без остановки.

В такие времена заново учишься любить,

В такие времена, вновь и вновь.

## Список композиций (Foo Fighters)
Великобритания CD1
1. «Times Like These»
2. «A Life of Illusion» (Джо Уолш, кавер)
3. «Planet Claire» (The B-52s, кавер) (на концерте в Нью-Йорке, 31 октября 2002 вместе с Fred Schneider)

Enhanced Section («Nice Hat»)

Enhanced Section («Back Slapper»)
Великобритания CD2
1. «Times Like These»
2. «Normal»
3. «Learn to Fly» (на концерте в Лос-Анджелесе, Калифорния, 22 октября 2002)

Enhanced section («Japanese Grunge»)
Япония EP
1. «Times Like These»
2. «A Life of Illusion» (Джо Уолш, кавер)
3. «The One»
4. «Normal»
5. «Planet Claire» (The B-52s, кавер) (на концерте в Нью-Йорке, 31 октября 2002 вместе с Fred Schneider)
6. «Learn to Fly» (на концерте в Лос-Анджелесе 22 октября 2002)

## Чарты и сертификации (Foo Fighters)

### Еженедельные чарты
| Чарт (2003)                          | Высшая позиция |
| ------------------------------------ | -------------- |
| Австралия (ARIA)                     | 22             |
| Ирландия (IRMA)                      | 27             |
| Нидерланды (Single Top 100)          | 90             |
| Великобритания (OCC UK Singles)      | 12             |
| Великобритания (OCC UK Rock & Metal) | 1              |
| США (Billboard Hot 100)              | 65             |
| США (Billboard Alternative Airplay)  | 5              |
| США (Billboard Mainstream Rock)      | 5              |

| Регион | Сертификация | Продажи    |
| --- | ------------ | ---------- |
| Австралия (ARIA) | Платиновый   | 70 000^    |
| Великобритания (BPI) | Серебряный   | 200 000    |
| США (RIAA) | Платиновый   | 1 000 000^ |
| * Данные о продажах приведены только на основе сертификации. · Данные о продажах + прослушиваниях приведены только на основе сертификации. |              |            |

## Благотворительный проект Live Lounge Allstars
В период развития пандемии коронавируса для поддержки благотворительных организаций Children in Need, Comic Relief и фонда COVID-19 Solidarity Response Fund британская радиостанция BBC Radio 1 организовала онлайновую запись песни «Times Like These» в исполнении большой международной группы музыкантов. Проект получил название Live Lounge Allstars и в этой супергруппе приняли участие более 20 музыкантов, включая таких как Дуа Липа (Великобритания), Рита Ора, Сигрид (Норвегия), Хейли Стейнфелд (США), Шон Пол (Ямайка), Дэйв Грол (из Nirvana и Foo Fighters, США), Люк Хеммингс (Австралия) Элли Голдинг, Палома Фейт и другие. Премьера песни прошла 23 апреля 2020 года.
В мае 2020 года сингл достиг первого места в британском хит-параде UK Singles Chart (официально с 7 мая 2020 года).

#### Вокалисты
- AJ Tracey
- Анн-Мари
- Бен Джонстон (из Biffy Clyro)
- Celeste
- Крис Мартин (из Coldplay)
- Дэн Смит (из Bastille)
- Дэйв Грол (из Foo Fighters)
- Дермот Кеннеди
- Дуа Липа
- Элли Голдинг
- Грейс Картер
- Хейли Стейнфелд
- Джесс Глинн
- Люк Хеммингс (из 5 Seconds of Summer)
- Mabel
- Майк Керр (из Royal Blood)
- Палома Фейт
- Rag'n'Bone Man
- Рита Ора
- Саймон Нейл (из Biffy Clyro)
- Сэм Фендер
- Шон Пол
- Сигрид
- Yungblud
- Сара Ларссон

### Чарты (Live Lounge Allstars)
| Чарт (2020)                                          | Высшая позиция |
| ---------------------------------------------------- | -------------- |
| Бельгия/Фландрия (Ultratip Bubbling Under)           | 41             |
| Канада (Hot Canadian Digital Songs)                  | 8              |
| Европа (Billboard Euro Digital Song Sales)           | 2              |
| Ирландия (IRMA)                                      | 64             |
| Нидерланды (Dutch Top 40 Tipparade)                  | 15             |
| New Zealand Hot Singles (RMNZ)                       | 5              |
| Шотландия (OCC Scotland)                             | 1              |
| Великобритания (UK Singles, Official Charts Company) | 1              |
| США (Billboard Hot Rock & Alternative Songs)         | 12             |
| США (Billboard Digital Song Sales)                   | 18             |
| США (Billboard Rock & Alternative Airplay)           | 31             |

## Другие кавер-версии
- Кантри-певец Глен Кэмпбелл записал эту песню для своего альбома 2008 года Meet Glen Campbell[35][36].
- Альт-кантри/рок певец Райан Адамс исполнил акустическую версию во время своего тура 2008 года по Европе и в 2015 году в Австралии[37].
- Рок-группа Shinedown записала эту песню для их концертного альбома 2011 года Somewhere in the Stratosphere, где они исполнили её в акустическом варианте[38].
- Инди-рок-группа Florence and the Machine представила свою кавер-версию на рок-фестивале Glastonbury 2015[39].